# Dyscolia radiata
Dyscolia radiata är en armfotingsart som beskrevs av Cooper 1981. Dyscolia radiata ingår i släktet Dyscolia och familjen Dyscoliidae. Inga underarter finns listade i Catalogue of Life.